# Wella Brown
Wella Brown (...) è un linguista e insegnante britannico.

## Biografia
Tra i massimi esperti della lingua cornica e attivo per il suo recupero contemporaneo, Wella Brown è l'autore della più completa grammatica dello stile "unificato" della lingua standardizzato da Robert Morton Nance e A.S.D. Smith, in seguito riscritta secondo lo stile "comune" (la revisione del cornico studiata da Ken George), poi ripubblicata in una versione riveduta. Per l'insegnamento di quest'ultima varietà "comune" ha pubblicato, in collaborazione con Julian Kitt, Gary Angove e Graham Sandercock, il corso Skeul an Yeth (Language Ladder/La scala della lingua) in tre volumi, accompagnati dai corrispettivi CD-ROM, che ricopre i quattro livelli della lingua definiti dal "Kesva an Taves Kernewek" (The Cornish Language Board/Consiglio della lingua cornica). Ha scritto la raccolta di racconti An Koes a Ven ha Hwedhlow Erell (The Petrified Forest and Other Tales/La foresta pietrificata e altri racconti), adatta alla lettura degli studenti del quarto livello (avanzato).
Partecipa al progetto per la traduzione integrale della Bibbia in cornico "comune" (Ragdres an Bibel Kernewek/The Cornish Bible Project), dai testi originali in ebraico, aramaico e greco; per il quale ha tradotto i quindici capitoli (40-54) del "Secondo Isaia" o "Deutero-Isaia" (Libro di Isaia), e quattro scritti del Nuovo Testamento: le tre Lettere di Giovanni e la Lettera ai Romani di San Paolo.
È il segretario del "Kesva an Taves Kernewek", il comitato regolatore della lingua nella versione "comune"; e Bardh (membro) del "Gorsedh Kernow", l'associazione degli scrittori in lingua cornica, che tra le altre cose organizza il festival annuale della lingua e della letteratura cornica moderna, sulla falsariga dell'Eisteddfod gallese.

## Opere
- (EN)  Wella Brown, A Grammar of Modern Cornish, 1st edition, Saltash, The Cornish Language Board, 1984, ISBN 0-907064-07-8
- (EN)  Wella Brown, A Grammar of Modern Cornish, 2nd edition, The Cornish Language Board, 1993, ISBN 0-907064-09-4
- (EN, KW)  Wella Brown, Julian Kitt, Gary Angove & Graham Sandercock, Skeul an Yeth, The Cornish Language Board
  - Part 1, 1996, ISBN 978-0907064213
  - Part 2, 1997, ISBN 978-0907064503
  - Part 3, 1998, ISBN 978-0907064848
- (KW)  Wella Brown, An Koes a Ven ha Hwedhlow Erell, The Cornish Language Board, 1999, ISBN 978-0907064985
- (EN)  Wella Brown, A Grammar of Modern Cornish, 3rd edition, Callington, The Cornish Language Board, 2001, ISBN 978-1902917009